# Mitologia Cthulhu

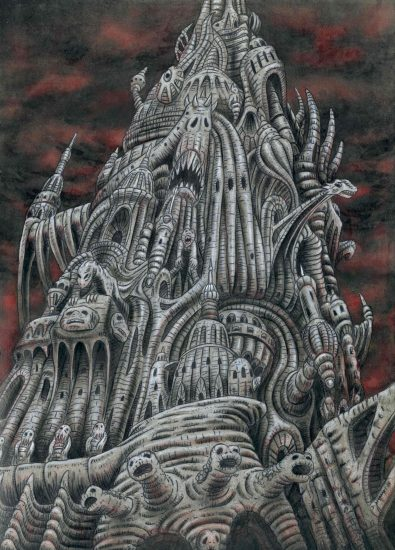
tema 'Mitologia Cthulhu', reprezentare artistică

Mitologia Cthulhu, de asemenea, cunoscută și ca Mitologia Lovecraft,  este un univers creat în anii 1920 de către scriitorul american de groază H. P. Lovecraft. 
Termenul a fost inventat de asociatul lui Lovecraft, August Derleth, și numit după Cthulhu, o entitate fictivă puternică din poveștile lui Lovecraft. Conglomeratul lucrărilor ce descriu mitologia Cthulhu se datorează mai multor autori ce au scris despre mediul Lovecraftian într-o continuă expansiune a universului fictiv, uneori în moduri ce s-au îndepărtat de la concepția originală a lui Lovecraft.
Timpul din mitologie rareori este consecvent de la o poveste la alta, deoarece mulți scriitori, și Lovecraft însuși, au modificat frecvent date, nume și locații pentru a se potrivi în cadrul unei lucrări anume. 

#### Povestiri de Lovecraft
Aici sunt prezentate o serie de povestiri scrise de Lovecraft însuși ce se încadrează mitologiei Cthulhu, împreună cu anul primei apariții:
- The Nameless City (1921, noiembrie , The Wolverine, Nr. 11)
- The Festival (1925, ianuarie, Weird Tales, 5, Nr. 1)
- The Colour Out of Space (1927, septembrie, Amazing Stories, Vol. 2, Nr. 6)
- The Call of Cthulhu (1928, februarie, Weird Tales, 11, Nr. 2)
- The Dunwich Horror (1929, aprilie, Weird Tales, 13, Nr. 4)
- The Whisperer in Darkness (1931, august, Weird Tales, 18, Nr. 1)
- The Dreams in the Witch-House (1933, iulie, Weird Tales, 22, Nr. 1)
- At the Mountains of Madness (1936, februarie–aprilie, Astounding Stories, 16, Nr. 6 - 17, Nr. 2)
- The Shadow Over Innsmouth (1936, The Shadow over Innsmouth, Visionary Publishing Co.)
- The Shadow Out of Time (1936, iunie, Astounding Stories, 17, Nr. 4)
- The Haunter of the Dark (1936, decembrie, Weird Tales, 28, Nr. 5)
- The Thing on the Doorstep (1937, ianuarie, Weird Tales, 29, Nr. 1)
- The Case of Charles Dexter Ward (publicat postum în 1941, mai & iulie, Weird Tales, 35, Nr. 9 & 10; scris în 1927)